# 21:9

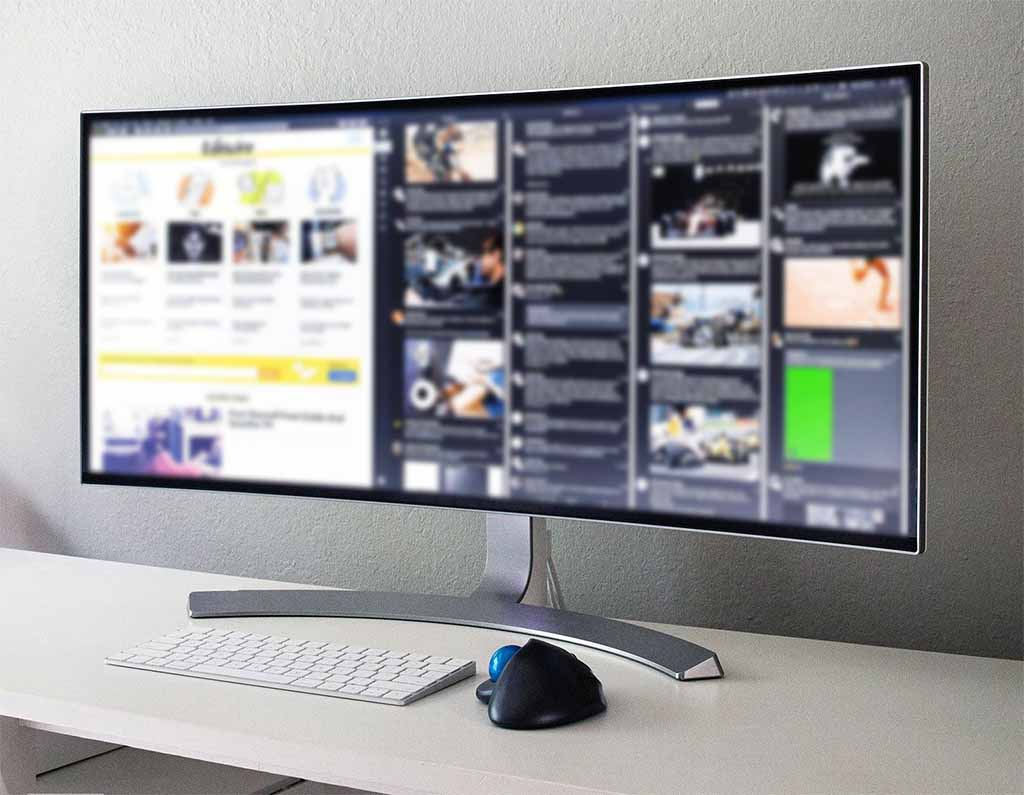
Um modelo de monitor ultrawide no formato 21:9

21:9 ("Vinte e um por nove") é um termo de marketing para os aparelhos eletrônicos usado para descrever o formato de tela, com proporção (proporção de tela) de 64:27 (~2.370:1) desenvolvido para exibir filmes gravados no formato CinemaScope e formatos anamórficos equivalentes. O principal benefício deste formato de tela, comparado com o formato mais comum 16:9, é a falta de tarjas pretas nas partes superior e inferior da tela quando exibe conteúdo neste formato, e a inserção de tarjas pretas nas laterais quando exibe conteúdo com proporção menor que esta.
A proporção 64:27 é uma extensão das proporções 4:3 e 16:9. Ela é uma terceira potência de 4:3, e o tradicional HDTV 16:9 é 4:3 ao quadrado. Isso permitiu escalonadores eletrônicos e lentes anamórficas usarem um fator de escalonamento 4:3 facilmente.
{\displaystyle {\frac {4}{3}}\cdot {\frac {4}{3}}={\frac {16}{9}}}
{\displaystyle {\frac {4}{3}}\cdot {\frac {4}{3}}\cdot {\frac {4}{3}}={\frac {64}{27}}}
O termo "21:9" foi escolhido como um termo de marketing, e foi usado a primeira vez pela Philips em Janeiro de 2009.
Devido ao seu denominador comum, 21:9 é mais relacionado ao 16:9, o formato das televisões HDTVs, ao invés do exato 64:27 ou 21{\displaystyle {\frac {1}{3}}}:9. Se atualmente fosse 21:9 (~2,3:1), a fração poderia ser reduzida para 7:3, relacionada com o 4:3 do formato padrão das TVs.
Em 2017, este formato foi raramente usado nas Tvs, devido a ele ter barras pretas na visualização de conteúdo 16:9.(letterbox)
Ele ainda é muito encontrado em sistemas de projeção, e suportado por muitos dispositivos eletrônicos de consumidores, incluindo reprodutores Bluray e video scalers.
Ele também começou a aparecer em monitores de computadores de alto desempenho, onde o termo "21:9" pode representar formatos de tela de 43:18 e 12:5 além do 64:27. A tela mais larga tem vantagens em multi-tarefa assim como uma experiência em jogos mais imersiva.

## Altura da imagem constante
Ajustes acontecem quando conteúdos de diferentes formatos de tela, são exibidos em outro formato. Para evitar perda de conteúdo (devido a cortes) ou distorções (devido a esticamento), barras horizontais ou verticais de uma cor uniforme, normalmente preta, são adicionadas para ajustar a imagem dentro do formato. Uma tela 21:9 permite apresentar todos os conteúdos até o formato scope com a altura da imagem sem alteração, somente com as barras verticais nas laterais da imagem se alterando.
Abaixo, cada conteúdo com formato de tela diferente exibido em formatos de telas diferentes:
|         | Conteúdo 4:3                | Conteúdo 16:9                | Conteúdo 21:9                |
| ------- | --------------------------- | ---------------------------- | ---------------------------- |
| TV 4:3  | Conteúdo 4:3 em uma TV 4:3  | Conteúdo 16:9 em uma TV 4:3  | Conteúdo 21:9 em uma TV 4:3  |
| TV 16:9 | Conteúdo 4:3 em uma TV 16:9 | Conteúdo 16:9 em uma TV 16:9 | Conteúdo 21:9 em uma TV 16:9 |
| TV 21:9 | Conteúdo 4:3 em uma TV 21:9 | Conteúdo 16:9 em uma TV 21:9 | Conteúdo 21:9 em uma TV 21:9 |

## Formatos cinematográficos e 21:9
O formato de tela 21:9 (aproximadamente 2.37:1) está entre o formato clássico CinemaScope (1678:715, aproximadamente 2.35:1) e o formato moderno de cinema anamórfico (1024:429, aproximadamente 2.39:1), encaixando em ambos com uma margem bem estreita.

## Padronização

### HDMI
Em maio de 2013, estes formatos de vídeo neste formato de tela 64:27 passaram a ser suportados pelas especificações técnicas que define os timings de video para a interface HDMI, CTA 861-F
- 1280×720p, Widescreen Anamórfico - formato de pixel de 4:3
- 1680×720p, Formato de pixel quase quadrado de 64:63
- 1920×1080p, Formato de pixel anamórfico de 4:3
- 2560×1080p, Formato de pixel quadrado 1:1
- 3840×2160p, Formato de pixel anamórfico de 4:3

Em novembro de 2016, a CTA (Consumer Technology Association - Associação de Tecnologia para o Consumidor) - antiga CEA - publicou o documento CTA-861-G adicionando estes formatos de vídeo 64:27, bem como taxas de atualização novas (48 Hz, 100 ou 120Hz UHD):
- 5120×2160p, Formato de pixel quadrado 1:1
- 7680×4320p, Formato de pixel anamórfico de 4:3
- 10240×4320p, Formato de pixel quadrado 1:1

Todos os formatos acima são suportados em 23.97, 24, 25, 29.97, 30, 47.95, 48, 50, 59.94, 60, 100, 119.88 ou 120 quadros por segundo/hz.

### Blu-ray
Houve um esforço, liderado pela Panamorph, de adicionar suporte para vídeo anamórfico em um formato de tela 21:9, para as especificações Full HD, 3D e Ultra HD.
Eventualmente, este suporte não foi incluído na especificação final. Dado que os Discos Bluray incluem o letterbox na imagem, isso efetivamente significa que filmes widescreen serão mostrados em um formato 16:9, com barras pretas nas partes de cima e embaixo da imagem. A empresa Folded Space, também aberta pela Panamorph, estava trabalhando em uma solução própria, MFE para colocar vídeo anamórfico 21:9 dentro de Blu-rays de uma forma compatível com reprodutores comuns.
Reprodutores Blu-ray avançados, como o Oppo BDP-203/205, pode ser configurado em um modo de saída 21:9. Neste modo, o reprodutor tinha a capacidade de extrair a parte 21:9 do conteúdo do filme de um disco letterbox, enquanto re-ajustava os menus 16:9 e legendas para o formato 21:9.

### Serviços de Streaming
Streaming de vídeo e serviços de download usam uma infraestrutura técnica própria, e não estão enquadrados nas mesmas regras a cerca de formatos de tela como os serviços de distribuição padronizados (como a telecomunicação e os discos ópticos). Eles frequentemente codificam os conteúdos com o tamanho exato da imagem, sem nenhuma barra de ajuste de formato de tela (letterbox ou pillarbox). Filmes com formato de tela 2.39:1 são um formato perfeito para formatos de saída de vídeo 21:9, se os clientes de serviço de streaming têm suporte a este modo de video, e mesmo conteúdos de outros formatos de tela como 2.20:1 e 2.00:1 maximizam o uso deste formato de tela nestes sistemas.
Amazon Prime Video e YouTube suportam vídeos ultrawide, enquanto a Tubi TV não suporta. Netflix tem adicionado suporte para telas ultrawides quando acessado via navegador web para conteúdos recentes.

## Aparelhos para consumidores

### Tv de tela plana
Todos os discos Blu-ray tem conteúdo com 1920 de resolução horizontal e 1080 de resolução vertical, sendo que no caso de formatos mais largos que o 16:9, a imagem se apresenta nas telas 16:9
com barras pretas (letterbox). A TV "Cinema 21:9" da Philips, elimina essas barras pretas escalonando a resolução horizontal de 1920 para sua resolução toda, de 2560, e os mais de 800 pixels das imagens CinemaScope (a contagem de pixels varia) é escalonada para 1080 com a barra preta cortada. O resultado é uma imagem que preenche a tela toda, mas não provém toda a máxima qualidade possível devido ao uso de amplificação/escalonamento de imagem.
Além da intenção de preencher a tela toda sem ter tarjas na imagem, o modo de zoom pode resultar em algum tipo de corte na imagem nas laterais. Conteúdo de tela cheia em 1920x1080 pode ser exibido no meio da tela com pillarboxing, e se usuário escolher entre não mostrar conteúdo CinemaScope em
sua resolução vertical toda, aparecia com bordas em todos os cantos da tela.

#### Philips
A TV "Cinema 21:9" da Philips, foi a primeira televisão de tecnologia LCD com este formato. O primeiro modelo lançado foi uma de 56 polegadas, mas não é mais alta que uma televisão convencional de 42" 16:9. Modelos lançados em 2010 e 2011 tinham telas de 50" e 58".
Reviews recentes dizem que "esta foi uma das TVs mais legais a entrar no mercado por algum tempo". Esta TV foi vista antes de seu lançamento no Reino Unido no avanço de sua data de lançamento de 18 de Junho de 2009. Ao longo desse mês, eventos de pré-lançamentos foram realizados por vários revendedores Philips.
A campanha online de publicidade cobrindo o Cinema 21:9 chamada Carousel, foi a que ganhou o prêmio mais prestigiado na indústria de publicidade, o Grand Prix do Festival de Publicidade de Cannes
Em 2012, a Philips parou a produção de todos modelos de televisão 21:9 devido à falta de demanda.

#### LG
A LG tem uma quantidade de monitores com resoluções 2560x1080(64:27), 3440x1440 (43:18) ou 5120x2160 (64:27) a qual a LG diz serem telas 2K e 5K com formato 21:9. Outras fabricantes de monitores, como a Asus, Dell, NEC e AOC, tem seguido esta tendência.
Na CES de 2014, a LG apresentou seu modelo 105UC9, uma TV curvada de 105 polegadas de tecnologia LCD com um painel de resolução 5120×2160, uma das duas primeiras telas Ultrawide 5K 21:9. A LG começou vendendo suas TVs no começo de 2015 por aproximadamente cem mil dólares. nos Estados Unidos, a única TV 21:9 no mercado naquele ano.

#### Samsung
Também na CES de 2014, a Samsung apresentou uma TV curvada de 105 polegadas de tecnologia LCD com resolução de 5120×2160 também, a outra das duas primeiras telas UltraWide 5K 21:9.

#### BOE
A fabricante de painéis chinesa BOE apresentou uma TV Ultrawide 10K 21:9 com a resolução de 10240x4320 na Conferência Semanal de Displays de 2015.

### Projetores
Projetores widescreen com um formato de projeção 16:9 podem ser convertidos para 21:9 instalando uma lente anamórfica. Esta lente vai escalonar oticamente imagens padrões como 1920x1080 (Full HD) ou 3840x2160 (Ultra HD) para o formato 21:9. Estas lentes são fabricadas por companhias óticas como a Isco e Zeiss, e são fornecidas para o mercado de Home Theater por empresas como a Panamorph.
Lentes anámorficas feitas por você mesmo (Do It Yourself DIY) são feitas com 2 ou 4 prismas triangulares.
Foram lançados projetores com resolução 21:9, apesar de muito incomum, pela dVision, Projection Design e Avielo lançaram projetores que utilizam 2560x1080 dos 2560x1440 de resolução do seu chip DLP com lentes esféricas.

### Monitores de computadores
Enquanto não é a principal intenção dos monitores de computadores conteúdos cinematográficos,[carece de fontes?] telas de computadores tem feito uso deste e outros formatos de tela mais largos ainda, vendidos como 21:9, para expandir o espaço de área de trabalho. Resoluções comuns vendidas no mercado estão listadas abaixo:
| Resoluções                                                                 | Formato de tela | Formato de tela |
| -------------------------------------------------------------------------- | --------------- | --------------- |
| 2560×1080, 5120×2160, 7680×3240, 10240×4320                                | 64:27           | ~2.370:1        |
| 3440×1440, 5160×2160, 6880×2880                                            | 43:18           | ~2.38:1         |
| 1920×800, 2880×1200, 3840×1600, 4320×1800, 5760×2400, 7680×3200, 8640×3600 | 12:5            | 2.40:1          |

### Smartphones

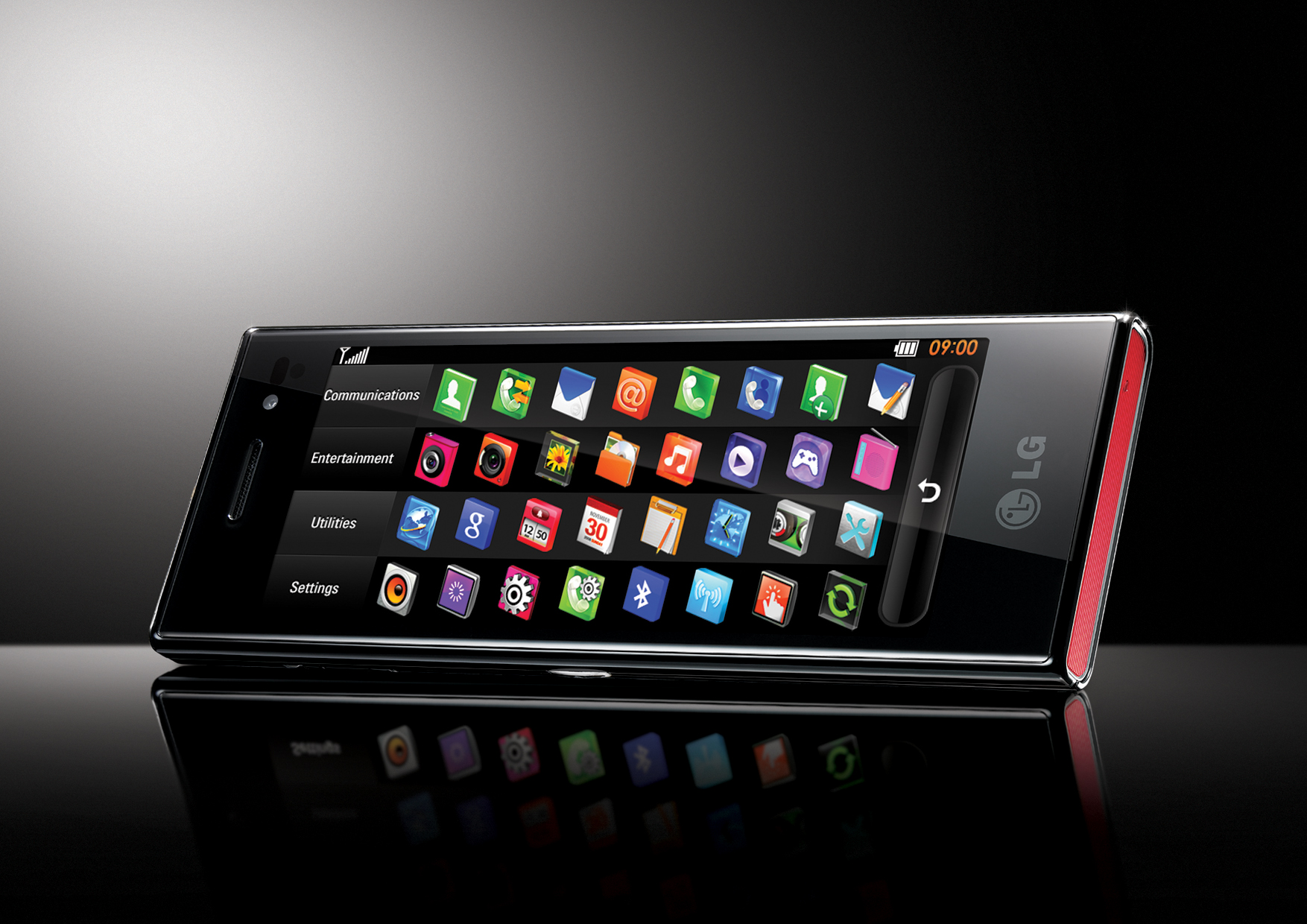
O LG New Chocolate (BL40) foi o primeiro aparelho móvel com uma tela 21:9, de 4"

Observação: Tecnicamente, smartphones 21:9 não existem, porque eles tem telas verticais, mas se você o virar em 90 graus para seu modo paisagem, isso é possível. 21:9 significa que para cada 21 pixels no eixo horizontal, há 9 pixels no eixo vertical. 9:21, que seria o termo correto para smartphones, é o contrário (21 na vertical, 9 na horizontal).
Em 25 de Fevereiro de 2019, a Sony lançou seu aparelho topo de linha, o Xperia 1, com sua primeira tela OLED 21:9 ultra-wide 4K HDR de 6.5" encontrada em um smartphone. Eles registraram a marca CinemaWide para uso em seus últimos aparelhos Xperia com telas ultra-wide. Este não é primeiro dispositivo móvel a ter uma tela 21:9; esse reconhecimento pertence ao LG New Chocolate BL40, lançado em 2009. Ele tem uma tela de 4" TFT com resolução de 345 x 800 pixels e densidade de 217 pixels por polegada. O Samsung Galaxy Fold, um híbrido de smartphone e tablet que dobra, com sua tela 4.6" Super AMOLED, e o Xperia 10 e 10 Plus estão entre os primeiros dispositivos modernos com telas ultra-wide, com outras marcas de smartphones chegando a seguir esta tendência, Motorola Mobility da Motorola introduziu dois smartphones 21:9 em 2019, o One Vision em Maio e o One Action em Agosto ambos com uma tela de 6.3" 1080p.
Observe que tanto a Motorola, quanto a Sony escolheram usar uma tela de resolução 2520x1080, ao invés da resolução de 2560x1080, como definida na CTA-861. Isso faz com que o aparelho tenha uma proporção de tela realmente 21:9 (7:3) do que o formato padrão de 64:27.
O Xperia 1 também tem uma proporção de tela incomum de 320:137, que na verdade poderia ser 64:37 com uma resolução muito mais agradável de 3840x1620. A Sony não adere aos padrões do segmento para consumidores com seu Projetor de Home Theater que tem uma resolução 4K de 4096x2160, ao contrário da resolução 3840x2160. 4096x2160 é uma resolução só relevante no cinema digital, onde projetores de cinema têm essa resolução para exibir com bordas conteúdos 4096x1716 (Scope 2.39:1) e conteúdos 3996x2160 "Flat" (1.85:1). O painel de proporção 256:135 é inadequado para consumidores comuns de conteúdo com proporção widescreen 16:9.

Formatos de alta definição exibidos dentro de um frame Cinema Digital (4096x2160)

| Aparelho                | Especificações da tela e resolução         | Densidade de Pixel | Proporção Tela/Corpo | Data de anúncio         | Obs.:                                                          |
| ----------------------- | ------------------------------------------ | ------------------ | -------------------- | ----------------------- | -------------------------------------------------------------- |
| LG New Chocolate (BL40) | 4.01" HVGA TFT LCD (345 × 800)             | 217 ppi            | 57.72%               | 3 de agosto de 2009     |                                                                |
| Sony Xperia 1           | 6.5" 4K OLED (1644 × 3840)                 | 643 ppi            | 82%                  | 25 de fevereiro de 2019 |                                                                |
| Sony Xperia 10          | 6" Full HD+ IPS LCD (1080 × 2520)          | 457 ppi            | 79.3%                | 25 de fevereiro de 2019 |                                                                |
| Sony Xperia 10 Plus     | 6.5" Full HD+ IPS LCD (1080 × 2520)        | 422 ppi            | 81%                  | 25 de fevereiro de 2019 |                                                                |
| Sony Xperia 5           | 6.1" Full HD+ OLED (1080 × 2520)           | 449 ppi            | 80.9%                | 5 de setembro de 2019   |                                                                |
| Sony Xperia 8           | 6.0" Full HD+ IPS LCD (1080 × 2520)        | 457 ppi            | 77.86%               | 7 de outubro de 2019    |                                                                |
| Sony Xperia L4          | 6.2" HD+ IPS LCD (720 × 1680)              | 295 ppi            | 79.5%                | 20 de fevereiro de 2020 |                                                                |
| Sony Xperia 10 II       | 6" Full HD+ OLED (1080 × 2520)             | 457 ppi            | 77.6%                | 24 de fevereiro de 2020 |                                                                |
| Sony Xperia 1 II        | 6.5" 4K HDR OLED (1644 × 3840)             | 643 ppi            | 84%                  | 24 de fevereiro de 2020 |                                                                |
| Sony Xperia PRO         | 6.5" 4K HDR OLED (1644 × 3840)             | 643 ppi            | 76%                  | 24 de fevereiro de 2020 |                                                                |
| Sony Xperia 5 II        | 6.1" Full HD+ OLED (1080 × 2520)           | 449 ppi            | 80.9%                | 17 de setembro de 2020  |                                                                |
| Sony Xperia 10 III      | 6.1" Full HD+ OLED (1080 × 2520)           | 449 ppi            | 80.3%                | 14 de abril de 2021     |                                                                |
| Sony Xperia 5 III       | 6.1" Full HD+ OLED (1080 × 2520)           | 449 ppi            | 81.4%                | 14 de abril de 2021     |                                                                |
| Sony Xperia 1 III       | 6.5-inch 4K OLED (1644 × 3840)             | 643 ppi            | 84.2%                | 14 de abril de 2021     |                                                                |
| Motorola One Vision     | 6.3" Full HD+ LTPS IPS LCD (1080 × 2520)   | 435 ppi            | 82.5%                | 15 de maio de 2019      |                                                                |
| Motorola One Action     | 6.3" Full HD+ LTPS IPS LCD (1080 × 2520)   | 435 ppi            | 82.5%                | 15 de agosto de 2019    |                                                                |
| Motorola One 5G         | 6.7" Full HD+ LTPS IPS LCD (1080 × 2520)   | 409 ppi            | 84.3%                | 31 de agosto de 2020    |                                                                |
| Moto G100               | 6.7" Full HD+ IPS LCD (1080 × 2520)        | 409 ppi            | 84.1%                | 25 de março de 2021     |                                                                |
| Samsung Galaxy Fold     | 4.6" HD+ Super AMOLED (720 × 1680)         | 397 ppi            | 48.8%                | 20 de fevereiro de 2019 | Somente tela externa                                           |
| Motorola Razr (2020)    | 6.2" HD+ P-OLED (876 × 2142)               | 373 ppi            | 70.2%                | 14 de novembro de 2019  | Somente display interno, proporção de tela mais próxima a 22:9 |
| Samsung Galaxy Z Flip   | 6.7" Full HD+ Dynamic AMOLED (1080 × 2636) | 425 ppi            | 82.5%                | 11 de fevereiro de 2020 | Somente display interno, proporção de tela mais próxima a 22:9 |
| Huawei Mate X2          | 6.45" Full HD+ OLED (1160 × 2700)          | 456 ppi            | 80.6%                | 22 de fevereiro de 2021 | Somente tela externa                                           |